# Ciudad de Zacatlán
La ciudad de Zacatlán (del Nahuatl: Zácatl, tlan ‘zacate, paja; lugar, abundancia’‘ Lugar donde abunda el zacate’)es la cabecera y ciudad más habitada del municipio de Zacatlán, al norte del estado de Puebla, México.

## Demografía
De acuerdo al último censo, realizado por el INEGI en 2010, en la localidad hay una población total de 33 736 habitantes, lo que equivale a aproximadamente el 44 % de la población del municipio, que es de 76 296 habitantes.
| Gráfica de evolución demográfica de Ciudad de Zacatlán entre 1900 y 2010 |
|                                                                          |
| Instituto nacional de estadística y geografía (INEGI)                    |